# Vietnamkrigen
Vietnamkrigen (eller Anden indokinesiske krig) varede fra 1955 (eller året efter) til 1975. Krigen blev en sejr for Nordvietnam og Vietcong og endte med et genforenet Vietnam under et kommunistisk styre. Krigen kan ses som en koldkrigskonflikt mellem USA og dets allierede på den ene side og Sovjetunionen, Kina og Nordvietnam på den anden. Eller som en borgerkrig mellem kommunistiske og anti-kommunistiske vietnamesiske parter.
USA sendte et stort antal soldater til Sydvietnam fra slutningen af den 1. indokinesiske krig i 1954 til 1973. En del af USA's allierede bidrog også med tropper. Amerikanske militærrådgivere blev sendt til Vietnam fra 1950, hvor de assisterede de franske kolonitropper. I 1956 fik rådgiverne det fulde ansvar for at træne den sydvietnamesiske hær. USA's præsident John F. Kennedy øgede antallet af rådgivere fra 500 til 1.600. Præsident Lyndon B. Johnson sendte en stor mængde kamptropper til Vietnam fra 1965. Næsten alt amerikansk militærpersonel blev trukket ud af Vietnam efter fredsforhandlingerne i Paris i 1973. De sidste amerikanske tropper forlod landet 30. april 1975.
Krigen omfattede mindre sammenstød mellem patruljer i Vietnams bjerge og jungler, amfibieoperationer, guerillaangreb på landsbyer, bykampe og større konventionelle slag. Amerikanske bombefly udførte omfattende luftangreb og tæppebombninger af Nordvietnams byer, industri og logistiske netværk. Cambodia og Laos blev også involveret i krigen. Store mængder kemiske sprøjtemidler blev sprøjtet ud over Vietnam fra luften for at fjerne træernes blade, så fjenden ikke kunne gemme sig i bevoksningen.
Vietnamkrigen sluttede endeligt 30. april 1975 med Saigons fald. Krigen kostede mellem 2 og 5,7 millioner vietnamesere livet. Et stort antal af disse var civile. Et præcist tal for dræbte vietnamesere er svært at fastsætte. Der var omkring 58.000 dræbte amerikanske soldater.

## Baggrund

### Historie til 1949
Fra 110 f.Kr. til 938 (med undtagelse af korte perioder) var meget af Vietnam besat af Kina. Efter at landet fik uafhængighed, kæmpede Vietnam længe mod aggression fra omverdenen. I 1789 overraskede Nguyen Hue den kinesiske garnisonsstyrke i Hanoi under fejringen af den vietnamesiske folkefest Tet.
Frankrig fik kontrollen over Indokina (Cambodia, Laos og Vietnam) under en serie kolonikrige fra 1859 til 1885. Ved Versailles-konferencen i 1919 bad Ho Chi Minh om, at en vietnamesisk delegation måtte være til stede for at arbejde for et selvstændigt Vietnam. Han håbede, at USA's præsident Woodrow Wilson ville støtte sagen, men blev skuffet og Indokinas status forblev uforandret.
Under 2. verdenskrig samarbejdede den franske Vichy-regering med japanske styrker. Vietnam var de facto under japansk kontrol, selv om franskmændene stadig fungerede som administratorer.
I 1941 blev den kommunistisk dominerede modstandsgruppe Ligaen for et selvstændigt Vietnam (bedre kendt som Viet Minh) dannet.
Ho Chi Minh vendte tilbage til Vietnam for første gang siden 1911 og overtog hurtigt ledelsen af bevægelsen. Han havde været Komintern-agent siden 1920'erne, men som leder af det selvstændige vietnamesiske kommunistparti frigjorde han sig fra Moskvas kontrol. Han opretholdt dog stadig et godt forhold til Sovjetunionen. Vieth Minh begyndte at udarbejde en strategi for at overtage landet ved slutningen af 2. verdenskrig. Ho Chi Minh udpegede Vo Nguyen Giap som sin militære øverstbefalende.
Ho Chi Minhs guerillastyrker blev finansieret og trænet af den amerikanske militære efterretningstjeneste Office of Strategic Services (OSS), forgængeren til CIA. OSS grupper opererede bag fjendens linjer i Indokina og støttede forskellige lokale modstandsgrupper. Pentagon så Indokina som en mindre vigtig front end Stillehavskrigen. I 1944 fjernede japanerne den Vichy-ledede franske administration og ydmygede dens embedsmænd foran den vietnamesiske befolkning. Japanerne begyndte at opfordre til nationalisme og gav Vietnam selvstyre.
Efter den japanske overgivelse håbede Vietnams nationalister, kommunister og andre grupper, at de kunne tage kontrol over landet. Den japanske hær overgav kontrollen til Vieth Minh. Kejser Bao Dai abdicerede. 2. september 1945 erklærede Ho Chi Minh landets løsrivelse fra Frankrig efter hvad der blev kendt som August-revolutionen. I en tale for et kæmpe publikum i Hanoi, citerede han fra den amerikanske uafhængighedserklæring. Han håbede, at USA ville alliere sig med en vietnamesisk nationalistisk bevægelse, selv om den var kommunistisk. Han baserede dels sit håb på taler af præsident Franklin D. Roosevelt, der talte imod genoplivelsen af den europæiske kolonialisme, dels på den antikolonialistiske amerikanske politik, der strakte sig tilbage til den amerikanske uafhængighedskrig. Ho Chi Minh fortalte en OSS-officer, at han ville byde "en million amerikanske soldater velkommen, men ingen franske." Men storpolitikken ændrede USA's indstilling. USA indså, at Frankrig ville spille en nøglerolle i kampen mod kommunismen i Europa og støttede op om Frankrigs koloniale krav.
Den nye regering holdt kun få dage. På Potsdam-konferencen besluttede de allierede at Vietnam skulle besættes af Kina og Storbritannien i fællesskab. De skulle kontrollere afvæbning og tilbagesendelse af de japanske styrker. Den kinesiske hær ankom få dage efter Ho Chi Minhs selvstændighedserklæring, og hans regering blev opløst. Kina tog kontrollen med den nordlige del af Vietnam. Britiske styrker ankom i den sydlige del i oktober, og Frankrig fik igen kontrol over landet.
Franske embedsmænd søgte øjeblikkeligt at genetablere kontrol over landet. De forhandlede med kineserne. Ved at gå med til at afgive deres områder i Kina overtalte franskmændene kineserne til at lade dem vende tilbage til det nordlige Vietnam og forhandle med Vieth Minh. I mellemtiden udnyttede Ho Chi Minh forhandlingerne til at eliminere rivaliserende nationalistiske grupper. Han ville gerne have kineserne ud hurtigt. "Sidste gang kineserne kom," bemærkede han, "blev de i ét tusinde år... Jeg foretrækker at lugte til fransk lort i fem år frem for kinesisk lort resten af mit liv."
Efter at forhandlingerne var brudt sammen om dannelsen af en regering inden for den Franske Union, bombarderede Frankrig Haiphong. I december 1946 besatte de Hanoi igen. Flere telegrammer blev sendt fra Ho Chi Minh til præsident Harry Truman, hvori han bad om USA's støtte, men de blev ignoreret. Ho Chi Minh og Vieth Minh flygtede op i bjergene og indledte en guerillakrig, og dermed begyndte den 1. indokinesiske krig. Efter at de kinesiske nationalister var besejret af kommunisterne i den kinesiske borgerkrig, gav Mao Zedong direkte militær støtte til Vieth Minh. Før krigen havde Ho Chi Minh advaret en fransk embedsmand: "I kan dræbe ti af mine mænd, hver gang jeg dræber én af jeres, men selv med disse odds vil I tabe, og jeg vil vinde." En lang og blodig kamp fulgte, hvorunder franskmændene mistede flere soldater, end USA gjorde under sit senere engagement i området.
USA's holdning til krigen var ambivalent: På den ene side ønskede USA at overtale Frankrig til at stoppe koloniseringen, men ville også lade tidsrammen for en tilbagetrækning være op til dem. Roosevelt havde ignoreret franske krav om hjælp til genkoloniseringen af Vietnam og mente privat, at landet havde det værre, end før franskmændene vendte tilbage. Efter 2. verdenskrig mente Frankrig, at det ifølge de nye Forenede Nationers principper var passende med et vist mål af selvstyre i landet, men det blev hævdet, at der først skulle være fuld kontrol med landet, før det kunne lade sig gøre.
Meget afhang af Ho Chi Minhs tilhørsforhold. I kølvandet på 2. verdenskrig så man Sovjetunionen som fremtidens rival til Vesten. USA så Sovjetunionen og dens allierede som en samlet blok. I Washingtons øjne var hele den kommunistiske verden styret af Moskva. Trods Ho Chi Minhs forsøg på at opnå anerkendelse fra USA, nåede Washington efterhånden til den konklusion, at han blev kontrolleret af Moskva. Den opfattelse passede Frankrig godt. Som den amerikanske udenrigsminister Dean Acheson forklarede, "USA hjalp Frankrig... fordi vi havde brug for dets støtte til vores NATO-politik... Frankrig afpressede os. Ved hvert eneste møde... bragte de spørgsmålet om Indokina op... men nægtede at fortælle mig, hvad de håbede at opnå eller hvordan. Måske vidste de det bare ikke."

### Frankrig forlader Vietnam
I 1950 anerkendte Nordvietnam og Kina hinanden diplomatisk. Præsident Harry Trumans modspil var at anerkende den franskstyrede marionetregering i Sydvietnam. Washington frygtede, at Hanoi nu var styret af det kommunistiske Kina og i sidste ende af Moskva. Dette synspunkt ignorerede de to landes historiske rivalisering.
Udbruddet af Koreakrigen i 1950 markerede et vendepunkt. Set fra Washington var det, der tidligere blev set som en kolonikrig i Indokina, nu endnu et eksempel på kommunistisk ekspansion styret af Kreml.
I 1950 ankom den amerikanske Military Assistance and Advisory Group (MAAG) til landet for at rådgive om strategi og træne vietnamesiske soldater. I 1954 havde USA sendt 300.000 håndvåben og brugt én milliard dollar på støtte til den franske militære indsats. Præsident Eisenhowers regering betalte 80% af krigens omkostninger. Vieth Minh modtog altafgørende hjælp fra Sovjetunionen og Kina.
Slaget ved Dien Bien Phu markerede afslutningen af det franske engagement i Indokina. Viet Minh og dets militære leder Vo Nguyen Giap tildelte Frankrig et sviende militært nederlag. 7. maj 1954 overgav de franske styrker sig. Ved Geneve-konferencen forhandlede Frankrig sig til en våbenhvile med Vieth Minh. Cambodia, Laos og Vietnam fik selvstændighed.
Vietnam blev midlertidigt delt i en nordlig og sydlig del. Vieth Minh etablerede en socialistisk stat, den Demokratiske Republik Vietnam i nord, og startede masseudryddelser af politiske modstandere og såkaldte klassefjender. Ho Chi Minh undskyldte senere. I syd blev en ikke-kommunistisk stat etableret under kejser Bao Dai, franskmændenes og japanernes tidligere marionet. Ngo Dinh Diem blev hans premierminister. Mere end 400.000 civile og soldater var døde under den ni år lange konflikt.

## Diems styre, 1955-1963
Som det blev dikteret af Genève-konferencen i 1954, var delingen af Vietnam kun ment som en midlertidig løsning frem til det planlagte landsdækkende valg i 1956. Ligesom i Korea præciserede aftalen, at de to militære zoner skulle være delt af en midlertidig demilitariseret zone. USA var den eneste af stormagterne, der nægtede at underskrive aftalen. Diem afviste at afholde det nationale valg. Han blev opmuntret af USA's uvillighed til at give Ho Chi Minh en sikker sejr. Dette stillede spørgsmålstegn ved USA's vilje til at støtte demokratiet i regionen, men også ved legitimiteten af enhver folkeafstemning afholdt i det kommunistisk styrede Nordvietnam.
Hjørnestenen i den amerikanske politik var dominoteorien. Den sagde, at hvis Sydvietnam faldt til kommunisterne, ville hele Sydøstasien følge efter. Teorien var populær i Eisenhowers regering, og det blev fremført, at hvis kommunismen spredte sig uhindret, ville den nå Hawaii og USA's vestkyst. Det var derfor bedre at bekæmpe kommunismen i Asien end på amerikansk jord. Dominoteorien var årsagen til den amerikanske støtte til Sydvietnam. Teorien var grundlaget for den amerikanske vietnampolitik under fem præsidenter.
Dominoteorien hang ligeledes sammen med en politik om inddæmning. Washington etablerede Southeast Asia Treaty Organisation (SEATO) for at modvirke kommunistisk ekspansion i regionen. Inddæmningspolitikken blev først foreslået af George F. Kennan i en anonym artikel i bladet Foreign Affairs i 1947. Inddæmningspolitikken blev fulgt i et kvart århundrede.
USA's Asienpolitik under Eisenhower byggede ligeledes på, at landet havde et forspring i udviklingen af atomvåben, som skulle virke afskrækkende på statsledere med "kommunistiske ambitioner." 
Ngo Dinh Diem blev i 1955 USA' s bud på en ny leder af Sydvietnam. Han var troende katolik, kraftigt anti-kommunist og anti-buddhist, der ikke personligt var belastet af forbindelser til Frankrigs styre.
Han var én af de få vietnamesiske "nationalister", der besad begge disse egenskaber. Historikeren Luu Doan Huynh bemærker dog, at "Diem repræsenterede en snæver og ekstremistisk nationalisme kombineret med en forsmag for autokrati og nepotisme."
Amerikanerne var næsten helt uvidende om vietnamesisk kultur. De vidste ikke meget om sproget eller landets lange historie. Der var en tendens til at læse amerikanske motiver ind i vietnamesiske handlinger, og Diem selv advarede om, at det var en illusion at tro, at man kunne løse Vietnams problemer ved blindt at kopiere vestlige metoder.
I april og juni 1955 trodsede Diem amerikanernes råd og ryddede al opposition af vejen ved at starte en militær operation mod den religiøse sekt Cao Dau, det buddhistiske Hoa Hao og den kriminelle gruppe Binh Xuyen (der var allieret med medlemmer af det hemmelige politi og nogle militære elementer). Diem anklagede grupperne for at skjule kommunistiske agenter.
Fra sommeren 1955 startede han sin anti-kommunistiske kampagne, hvor regeringens modstandere blev arresteret, tortureret eller henrettet. Modstanderne blev kaldt Viet Cong af regimet. I denne periode strømmede politiske flygtninge over den demilitariserede zone i begge retninger.
Omkring 52.000 vietnamesiske civile flyttede til Nordvietnam. 450.000 primært katolikker flyttede fra Nordvietnam til Sydvietnam i fly og skibe, som Frankrig og USA stillede til rådighed.
CIA's propaganda forøgede folkeflugten med slogans som "Jomfru Maria rejser mod syd."
I en folkeafstemning om monarkiets fremtid forfalskede Diem resultatet og fik 98,2 % af stemmerne. Hans amerikanske rådgivere havde rådet ham til at vinde med en margen på 60-70 %. Men Diem så afstemningen som en test af hans autoritet. Kejser Bao Dai forlod landet. 26. oktober 1955 udråbte Diem sig til præsident for den nye vietnamesiske republik. Oberst Edward G. Lansdale, en CIA officer, blev en vigtig rådgiver for den nye præsident.
Som rig katolik blev Diem af mange vietnamesere set som en del af den gamle elite, der havde hjulpet franskmændene med at styre landet. De fleste vietnamesere var buddhister, så hans angreb på det buddhistiske samfund gav blot mere mistillid. Diems brud på menneskerettighederne gjorde i stigende grad befolkningen fjendtligt indstillet. Mens modstanden mod Diems styre i Sydvietnam voksede, begyndte en modstandskamp så småt at tage form i 1957. Den blev ledet af Vieth Minh folk, medlemmer af religiøse sekter, oppositionspartier og buddhister. 400 af regeringens embedsmænd blev myrdet det år.
I maj besøgte Diem USA, og præsident Eisenhower lovede ham sin fortsatte støtte. En parade blev afholdt til hans ære i New York. Selv om Diem blev rost i offentligheden, fortalte udenrigsministeren John Foster Dulles privat, at Diem kun blev støttet, fordi der ikke var et bedre alternativ.
I 1956 vendte en af Sydvietnams ledende kommunister Lê Duẩn tilbage til Hanoi for at overbevise regeringen om, at den skulle gøre mere for en genforening. Men Hanoi tøvede med at starte en militær konflikt af frygt for, at USA ville gribe ind. Endelig under pres fra kommunister i syd, der var truet af Diems hemmelige politi, autoriserede Nordvietnam i januar 1959 i hemmelighed en væbnet kamp. Diem indførte nye hårde anti-kommunistiske love. Våben og tropper fra Nordvietnam begyndte at strømme sydpå ad Ho Chi Minh-stien.
Da Hanoi så den stigende utilfredshed med Diems regime, autoriserede de 12. december 1960 dannelsen af den Nationale Front for Befrielsen af Sydvietnam (NLF). NLF var dannet af to adskilte grupper: kommunister og nationalister. Selv om der var mange ikke-kommunistiske medlemmer af NLF, blev bevægelsen stadig styret af kommunistpartiet. NLF var baseret på patriotisme, ærlighed og en god regering og lovede at stoppe den amerikanske indflydelse i Vietnam. Nye amerikanske regeringer overvurderede, som Robert McNamara og andre har bemærket, den kontrol, som Hanoi havde med NLF.
John F. Kennedy vandt præsidentvalget i USA i 1960. I maj 1961 besøgte vicepræsident Lyndon Johnson Saigon. Han kaldte entusiastisk Diem for "Asiens Winston Churchill." Da han blev spurgt, hvad han mente med kommentaren, svarede Johnson, "Shit! Diem er den eneste dreng, vi har derude."
Johnson lovede mere hjælp til at skabe en kampstyrke, der kunne modstå kommunisterne. Men det sydvietnamesiske militær var i dårlig stand. Dårligt lederskab, korruption og politisk styring svækkede hæren. Guerillaangrebene tog til, og oprøret voksede. Hanois støtte til NLF spillede en betydelig rolle, men den sydvietnamesiske regerings inkompetence var kernen i krisen. general Maxwell Taylor og den sikkerhedspolitiske rådgiver Walt Rostow anbefalede at sende amerikanske tropper til Sydvietnam forklædt som hjælpearbejdere. Kennedy afviste ideen, men øgede den militære støtte. I midten af 1962 steg antallet af amerikanske militære rådgivere fra 700 til 12.000.

### Kup og snigmord
Nogle politiske rådgivere i Washington begyndte at indse, at Diem ikke var i stand til at besejre kommunisterne, og at han måske endda ville slå en handel af med Ho Chi Minh. Han virkede mere optaget af at forhindre et kup end af at bekæmpe kommunismen. I sommeren 1963 begyndte amerikanske embedsmænd at diskutere muligheden for et regimeskift. Udenrigsministeriet var positiv over ideen om at støtte et kup. Pentagon og CIA var forsigtige på grund af muligheden for, at et kup kunne destabilisere landet og foretrak at presse reformer igennem.
En af de mest foreslåede forandringer var at fjerne Diems yngre bror Ngo Dinh Nhu. Nhu kontrollerede det hemmelige politi og blev set som manden bag undertrykkelsen af buddhisterne. Som Diems mest magtfulde vejleder var Nhu blevet hadet i Sydvietnam. Hans fortsatte indflydelse var uacceptabel for Kennedys regering, der konkluderede, at Diem ikke var indstillet på forandringer.
CIA var i kontakt med generaler, der planlagde at fjerne Diem. De fik at vide, at USA ville støtte et kup. Præsident Diem blev væltet, og han og Nhu blev henrettet 2. november 1963. Maxwell Taylor fortalte, at da Kennedy hørte dette, "fór han ud af rummet med et udtryk af chok og forfærdelse i ansigtet." Han havde ikke godkendt mordet på Diem. Den amerikanske ambassadør i Sydvietnam Henry Cabot Lodge, Jr. inviterede kuplederne til ambassaden for at lykønske dem. Han fortalte Kennedy, at "der nu er udsigt til en kortere krig."
Efter kuppet var tilstanden i landet kaotisk. Hanoi udnyttede situationen og øgede sin støtte til oprørerne. I Sydvietnam begyndte en periode med ekstrem politisk ustabilitet, og den ene militærregering afløste den anden i hurtigt tempo. Kennedy forøgede antallet af militære rådgivere til 16.000 for at dæmme op for den stigende guerillaaktivitet.
I en samtale med den canadiske premierminister Lester B. Pearson bad Kennedy om råd. "Se at komme ud," svarede Pearson. "Det er et dumt svar," svarede Kennedy. "Det ved alle jo. Spørgsmålet er: Hvordan kommer vi ud?". Ironisk nok blev Kennedy myrdet 22. november 1963 kun tre uger efter Diem. Kennedy indførte helikoptere i krigen og skabte et fælles sydvietnamesisk og amerikansk luftvåben bemandet med amerikanske piloter. Han sendte også de Grønne Baretter. Han blev som præsident fulgt af vicepræsident Lyndon B. Johnson, der bekræftede USA's støtte til Sydvietnam. I slutningen af året havde Saigon modtaget 500 millioner dollars i militær støtte, hvoraf meget gik tabt på grund af korruption.

## Eskalering og amerikanisering, 1964 – 1968

### USA øger sit engagement
2. august 1964 blev den amerikanske destroyer U.S.S. Maddox angrebet af torpedobåde i Tonkin-bugten. Skibet var på en efterretningsmission langs kysten af Nordvietnam. Et andet angreb blev rapporteret to dage senere fra U.S.S. Turner Joy og U.S.S. Maddox i det samme område. Omstændighederne omkring angrebet er uklare. Lyndon B. Johnson kommenterede, at "sømændene derude har måske bare skudt på flyvefisk." Det andet angreb ledte til et luftangreb som gengældelse, og fik den amerikanske kongres til at godkende Tonkin-resolutionen. Resolutionen gav præsidenten magt til at udføre militære operationer i Sydøstasien uden at erklære krig. Det blev senere afsløret, at det andet angreb aldrig fandt sted. "Tonkin-episoden," skriver Louise Gerdes, "er et ofte citeret eksempel på den måde, Johnson vildledte det amerikanske folk på for at få støtte til sin Vietnam-politik."
Det nationale sikkerhedsråd anbefalede en eskalering af bombningerne mod Nordvietnam i tre etaper. 2. marts 1965 efter et angreb på en af marinekorpsets baser i Pleiku blev Operation Flaming Dart og Operation Rolling Thunder iværksat. Luftoffensiven, der kom til at vare tre år, havde som mål at tvinge Nordvietnam til at stoppe sin støtte til FNL ved at true Nordvietnams luftforsvar og industrielle infrastruktur med ødelæggelse. Offensiven skulle også højne sydvietnamesernes moral.
Mellem marts 1965 og november 1968 blev Nordvietnam bombet med en million ton missiler, raketter og bomber. Bombningerne var ikke begrænset til Nordvietnam. Andre luftoperationer var rettet mod NLF's og PAVN's infrastruktur, blandt andet Ho Chi Minh-stien, der løb gennem Laos og Cambodia. Bombningerne opnåede dog aldrig at stoppe Nordvietnams støtte til NLF.
Efter flere angreb blev det besluttet, at det amerikanske luftvåbens baser i Sydvietnam behøvede mere beskyttelse. Sydvietnams militær virkede ikke i stand til at yde tilstrækkelig beskyttelse. 8. marts 1965 blev 3.500 marinesoldater sendt til Sydvietnam. Det markerede begyndelsen på den amerikanske deltagelse i landkrigen. Den amerikanske offentlighed gav overvældende støtte til udsendelsen, fordi den offentlige mening var baseret på, at krigen i Vietnam var en del af en global kamp mod kommunismen.
I en udtalelse, der mindede om den, han havde ytret om franskmændene to årtier tidligere, advarede Ho Chi Minh amerikanerne om, at hvis de "ønsker at have krig i tyve år, skal vi give dem krig i tyve år. Hvis de ønsker fred, vil vi skabe fred og invitere dem på eftermiddagste."
Marinesoldaternes opgave var defensiv. Den første udsendelse af 3.500 blev til næsten 200.000 i december. Det amerikanske militær var blevet skolet i offensiv krigsførelse, og de amerikanske ledere var ikke rustet til en defensiv mission.
I maj havde de sydvietnamesiske styrker lidt svære tab i en række slag ved Ba Gai. De blev besejret igen i juni ved Don Xoai. Desertering blev et problem, og general William Westmoreland fortalte admiral Grant Sharp, kommandør over Stillehavsflåden, at situationen var kritisk. Han sagde "jeg er overbevist om, at amerikanske styrker med deres energi, mobilitet og ildkraft med succes kan vende kampen." Med denne anbefaling talte Westmoreland for et aggressivt skift fra USA's defensive tilgang til krigen. Westmoreland opridsede en trepunktsplan til at vinde krigen:
"Fase 1 . Indsættelse af amerikanske og andre tropper for at vende krigens gang ved udgangen af 1965.
Fase 2. Amerikanske og allierede tropper iværksætter større offensive aktioner for at få initiativet og ødelægge guerillastyrkerne og de organiserede fjendtlige styrker. Denne fase er overstået, når fjenden er blevet slidt ned, tvunget i defensiven og drevet bort fra beboede områder.
Fase 3. Hvis fjenden stadig holdt stand, ville der kræves en periode på tolv til atten måneder efter fase 2 til at nedkæmpe fjenden i mere øde områder."
Planen blev godkendt af Johnsons regering. Westmoreland forudså en sejr ved udgangen af 1967. Men Johnson kommunikerede ikke denne ændrede strategi videre til medierne. I stedet lagde han vægt på, at den tidligere strategi fortsatte. Den amerikanske politik afhang nu af, at man kunne overgå Nordvietnam og NLF i en konkurrence i udholdenhed og moral. Modstanderne var låst fast i en eskalerende situation. Ideen om, at den sydvietnamesiske regering selv kunne tage sig af sine egne opgaver, blev lagt på hylden.
Operation Starlite var den første større landoffensiv udkæmpet af amerikanske styrker, og viste sig at være succesfuld. Amerikanske soldater opsøgte kamp med fjenden. NLF lærte af sit nederlag og begyndte snart at udkæmpe en guerillakrig med mindre enheder i stedet for en konventionel åben krig. Det gav dem kontrollen over, hvor og hvornår de ville kæmpe, og de gik kun ind i kamphandlinger, når de mente at have en afgørende fordel. Guerillaerne blev hjulpet af deres kendskab til terrænet, af folkelig opbakning og den kendsgerning, at de amerikanske tropper ikke kunne kende forskel på ven og fjende.

### Guerillakrig
Mao Zedong brugte guerillataktik, da han ledte den kommunistiske revolution til sejr i Kina – 1949. Ho Chi Minh og det sydvietnamesiske Viet congh / FNL (den nationale befrielsesfront) beundrede Mao og brugte samme taktik. De organiserede guerillahæren i små grupper på mellem 3 og 10 soldater (celler). Cellerne arbejdede sammen, men vidste kun lidt om hinanden og kunne derfor ikke give for mange oplysninger, hvis de blev fanget. En guerillahær havde brug for civilbefolkningens støtte; mad, husly og skjulesteder. Derfor skulle Vietnams bønder behandles med respekt, og Ho forfattede en streng kodeks for Vietcong guerillaens soldater; 
- ødelæg ikke bøndernes marker
- tving ikke bønderne til at sælge eller låne jer noget
- hold altid ord
- gør eller sig ikke noget som kan få bønderne til at tabe deres respekt for jer
- I skal hjælpe bønderne i deres daglige arbejde. Fx med at samle brænde.

Vietcongh vandt bøndernes støtte ved at love dem jordreformer: at tage jorden fra storgodsejerne og give den tilbage til de vietnamesiske bønder. Landsbyerne fungerede ofte som baser. Guerillasoldaterne angreb enheder fra den sydvietnamesiske hær og amerikanske soldater, fra et baghold og forsvandt derefter i junglen. Vietcongh skjulte sig i landsbyernes huse eller i tunneller, som førte ud i junglen. Amerikansk efterretning vidste disse ting og derfor blev bønderne tvunget til og evt. tortureret til at give oplysninger om guerillaen. Det øgede bøndernes støtte til Vietcongh. Guerillahæren blev forsynet med tropper og våben fra Nordvietnam til Sydvietnam via Ho Chi Minh stien.
Guerillataktikken var en omfattende krigsførelse som havde følgende træk;
- Vietcong var altid camoufleret og kendte bedst terrænet i den tætte jungle
- Guerillaen valgte oftest at angribe små fjendtlige patruljer, og kun når de var sikre på sejr. Oftest i bagholdsangreb og sjældent i offensiv åben kamp.
- Vietcong lagde fælder i junglen, såkaldte ”booby traps”, miner, granater som udløstes ved berøring. Samt overdækkede huller med spidse bambusstokke.

Gennemsnitsalderen for amerikanske soldater i Vietnam var 19 år. Til sammenligning var gennemsnitsalderen 26 år for amerikanske soldater under 2. verdenskrig. Soldaterne var udsendt ét år ad gangen. I modsætning til 2. verdenskrig og Koreakrigen var der ikke sikkert bag fronten. Amerikanske tropper risikerede at blive angrebet alle vegne.
Under kommando af general Westmoreland øgede USA sit engagement og havde 553.000 soldater i landet i 1969. Westmoreland udførte et logistisk mirakel. Han byggede havne, baser, flyvepladser, hospitaler, brændstofdepoter, lagerhaller, veje og broer. Den amerikanske krigsindsats ændrede økonomien og havde en stor indvirken på det sydvietnamesiske samfund. Korruptionen blomstrede.
Australien, New Zealand, Korea, Thailand og Filippinerne sendte alle tropper til landet. Større allierede som Canada, Storbritannien samt andre europæiske lande afviste dog at sende tropper til krigen. USA og dets allierede udførte flere større operationer, men de kommunistiske styrker blev ved med at undvige større konfrontationer og udviste stor taktisk fleksibilitet.
I mellemtiden var den politiske situation i Sydvietnam begyndt at stabilisere sig efter at Nguyen Van Thieu og Nguyen Cao Ky kom til som henholdsvis præsident og vicepræsident i 1967. Thieu holdt præsidentsædet til 1975. Det indvarslede slutningen på den lange række af militærjuntaer, der havde skiftedes om magten siden mordet på Diem. Den relative ro gjorde den sydvietnamesiske hær mere effektiv, og den kunne bedre samarbejde med sine allierede.
I oktober 1967 blev en stor antikrigsdemonstration afholdt foran Pentagon. Modstanden mod krigen bundede delvis i den udvidede værnepligt.

### Tet-offensiven
I januar 1968 havde NLF og PAVN lokket Westmorelands tropper i kamp ved Khe Sanh, og de brød den traditionelle fred, der plejede at følge med nytårsfesten Tet. De indledte den overaskende Tet-offensiv i håb om at starte et oprør i hele landet. Over 100 byer blev angrebet. Selv om de amerikanske og sydvietnamesiske tropper blev overrasket af offensiven, reagerede de hurtigt og decimerede NLF. Westmorelands hovedkvarter og den amerikanske ambassade blev angrebet. I byen Hue erobrede NLF det kejserlige citadel og meget af byen og myrdede næsten 3.000 indbyggere. Hue blev generobret i februar og marts af sydvietnamesiske tropper og amerikansk marineinfanteri.

### Konsekvenser af Tet-offensiven
Efter krigen fortalte nordvietnamesiske regeringsfolk, at Tetoffensiven gav NLF store tab. Men offensiven havde en anden utiltænkt konsekvens.
General Westmoreland var blevet krigens ansigt udadtil. Han optrådte på forsiden af Time Magazine tre gange og blev Times årets mand i 1965. I november 1967 stod han i spidsen for en pr-offensiv for Johnsons regering. I en tale havde han sagt, at man var nået til et punkt i krigen, hvor man kunne se slutningen. Derfor blev den amerikanske offentlighed chokeret og forvirret, da Tetoffensiven startede. De amerikanske medier, der havde støttet krigen, gik nu imod Johnsons regering, der havde mistet troværdighed. På trods af, at offensiven var et militært nederlag for NLF, blev den en politisk sejr og stoppede præsident Johnsons karriere; han genopstillede ikke til næste præsidentvalg. Tetoffensiven var vendepunktet i den amerikanske deltagelse i Vietnamkrigen. Den havde stor indvirken på den folkelige opbakning til krigen og afslørede en efterretningsbrøler, der kunne måle sig med angrebet på Pearl Harbor.
Westmoreland blev hærchef i marts, da al modstand endelig var nedkæmpet. Det var teknisk set en forfremmelse, men han kunne ikke blive på sin tidligere post på grund af offensiven, og fordi hans anmodning om 200.000 ekstra soldater var lækket til medierne. "Westy" blev efterfulgt af hans underordnede Creighton Abrams, der ikke var lige så glad for at optræde i medierne.
10. maj 1968 begyndte fredsforhandlinger mellem USA og Nordvietnam. Forhandlingerne stagnerede i fem måneder, indtil Johnson gav ordrer til at stoppe bombningen af Nordvietnam. Den demokratiske kandidat, vicepræsident Hubert Humphrey, stillede op imod den tidligere republikanske vicepræsident Richard Nixon og tabte.
Som historikeren Robert Dallek skriver: "Lyndon Johnsons eskalering af krigen i Vietnam delte amerikanerne i to lejre, kostede 30.000 amerikanske liv, indtil han forlod præsidentposten og ødelagde hans fremtid som præsident." Hans afvisning af at sende flere tropper til landet var hans indrømmelse af, at krigen var tabt.

## Nixon-doktrinen og amerikansk tilbagetrækning, 1969-1973
Under det amerikanske præsidentvalg i 1968 lovede Richard Nixon "fred med ære." Hans plan var at bygge den sydvietnamesiske hær op, så den kunne overtage forsvaret af Sydvietnam (Nixon-doktrinen). Dette blev kendt som vietnamisering. Nixon var også interesseret i forhandlinger. Creighton Abrams skiftede strategi til mindre operationer rettet mod NLF's logistiske system med bedre udnyttelse af den overlegne ildkraft og mere samarbejde med den sydvietnamesiske hær. Der var øget åbenhed i medierne. Nixon begyndte også at forsøge at forbedre forholdet til Sovjetunionen og Kina. Denne politik hjalp med at dæmpe de globale spændinger. Resultatet blev en reduktion i antallet af atomvåben både i øst og vest, men Nixon var skuffet over, at både Kina og Sovjetunionen fortsat sendte forsyninger til Nordvietnam. I september 1969 døde Ho Chi Minh i en alder af 79 år.
Modstanden mod krigen tog til i styrke på den amerikanske hjemmefront. Nixon appellerede til "det tavse flertal" af amerikanere om at støtte op om krigen. Men afsløringen af My Lai-massakren, hvor amerikanske tropper gik amok og dræbte civile, både kvinder og børn, gav anledning til både amerikansk og international fordømmelse af krigen.
I 1969 ændrede den cambodianske prins Sihanouk politik, og NLF og PAVN var ikke længere velkomne i Cambodia. Præsident Nixon udnyttede muligheden og indledte en massiv hemmelig bombeoffensiv med kodenavnet Operation Menu mod NLF og PAVN's tilholdssteder langs grænsen. I 14 måneder blev 2.750.000 ton bomber kastet, mere end det dobbelte af, hvad de allierede brugte under 2. verdenskrig.
I 1970 overtog den pro-amerikanske general Lon Nol magten i Cambodia. Landets grænser blev lukket, og USA og Sydvietnam begyndte at trænge ind i Cambodia for at angribe PAVN og NLF's baser for at købe Sydvietnam tid. Cambodia blev destabiliseret, og støtten til De Røde Khmerer voksede.
Invasionen af Cambodia udløste landsomfattende protester i USA. Fire studenter blev dræbt af Nationalgarden ved Kent State University. Nixon-regeringens reaktion på skudepisoden blev set som udtryk for ligegyldighed.
I 1971 blev Pentagon-papirerne lækket til New York Times. Den tophemmelige historie om den amerikanske involvering i Vietnam fortalte om en lang række bedrag mod den amerikanske befolkning. Den amerikanske højesteret vurderede, at publiceringen var lovlig.
Den sydvietnamesiske hær begyndte Operation Lam Son 719, hvis mål var at stoppe Ho Chi Minh-stien i Laos. Operationen var en fiasko og et nederlag for Nixondoktrinen. Historikeren Stanley Karnow skrev: "Fejltagelserne var monumentale, den sydvietnamesiske regerings øverste officerer var blevet uddannet af amerikanerne i ti eller femten år, mange på skoler i USA. Alligevel havde de ikke lært meget." Da de mødte modstand, flygtede de sydvietnamesiske styrker i panik. De flygtede langs veje oversået med deres egne døde. Da de løb tør for brændstof, efterlod de deres biler og forsøgte at komme om bord på amerikanske helikoptere, der var sendt for at evakuere de sårede. Mange sydvietnamesiske soldater klyngede sig fast til helikopterne i et desperat forsøg på at redde sig. De fleste styrtede i døden.
I 1971 trak Australien og New Zealand deres soldater ud. USA's blev yderligere reduceret til 196.700 med planer om at trække yderligere 45.000 ud inden februar 1972. Mens fredsdemonstrationerne spredte sig i USA, voksede desillusionen i militæret. Brugen af narkotiske stoffer steg, og antallet af disciplinærsager blev større. "Fragging," at myrde sine officerer med håndgranater, blev mere almindeligt.
Vietnamiseringen blev testet igen i Påskeoffensiven i 1972. En massiv konventionel invasion af Sydvietnam. PAVN og NLF rendte de nordlige provinser over ende, og andre styrker angreb fra Cambodia og truede med at skære landet over på midten. Amerikanske luftangreb stoppede dog offensiven i Operation Linebacker. Men det blev klart, at uden amerikansk luftstøtte ville Sydvietnam ikke overleve. De sidste amerikanske landtropper blev trukket ud i august, men en styrke af civile og militære rådgivere blev i landet.
Krigen var det centrale spørgsmål under præsidentvalget i 1972. Nixons modstander, George McGovern, talte for en tilbagetrækning fra Vietnam. Nixons udenrigsminister, Henry Kissinger, fortsatte de hemmelige forhandlinger med Nordvietnams Le Duc Tho. I oktober 1972 nåede de til enighed, men den sydvietnamesiske præsident Thieu krævede store ændringer i fredsaftalen. Da Nordvietnam offentliggjorde aftalens indhold, påstod Nixon-regeringen, at de blot forsøgte at sætte præsidenten i et dårligt lys. Forhandlingerne gik i stå. Hanoi krævede nye ændringer. For at vise sin støtte til Sydvietnam og tvinge Hanoi til forhandlingsbordet beordrede Nixon Operation Linebacker II, en massiv bombeoffensiv mod Hanoi og Haiphong. Meget af den tilbageværende industrielle infrastruktur i Nordvietnam blev ødelagt. Samtidig pressede Nixon Thieu til at acceptere vilkårene i aftalen. Bombmningerne blev populært kaldet Julebombningerne af Hanoi og gav anledning til en ny bølge af fredsdemonstrationer.
15. januar 1973 annoncerede Nixon, at alle offensive aktioner imod Nordvietnam var stoppet. Fredsforhandlinger i Paris udmøntedes i en aftale, der blev underskrevet 27. januar og officielt afsluttede det amerikanske engagement i krigen. En våbenhvile blev sat i værk i hele Sydvietnam, men de nordvietnamesiske tropper fik lov at blive i Sydvietnam. Amerikanske krigsfanger blev løsladt. Aftalen krævede folkeafstemninger i nord og syd for at bestemme landets fremtid.
Det sydvietnamesiske militær blev forsynet med nyt udstyr for milliarder af dollars. Nixon lovede Thieu, at han ville støtte regeringen med luftangreb, men den voksende modstand mod krigen og Watergate-skandalen gjorde det umuligt at holde løfterne. Magtbalancen skiftede afgørende til Nordvietnams fordel.

## Sydvietnam står alene, 1974 – 1975

### Total amerikansk tilbagetrækning
Historikeren Stanley Karnow skrev, at amerikanerne "vendte sig mod krigen længe før USA's politiske ledere." Der begyndte at opstå tvivl i den amerikanske kongres. I december 1974 vedtog kongressen en lov, der stoppede al økonomisk militær støtte til Sydvietnam. Robert McNamara skriver, at "der er ikke noget, der tyder på, at sydvietnameserne ville have været i stand til alene at gennemføre, hvad de ikke kunne med den massive amerikanske støtte. Niveauet af økonomisk støtte var irrelevant. Nixon-regeringen som Johnsons regering før den kunne ikke give sydvietnameserne den essentielle ingrediens til succes: ægte politisk legitimitet." Efter at Nixon var gået af på grund af Watergate-skandalen, blev Nixons vicepræsident Gerald Ford præsident og underskrev loven.
I 1975 var den sydvietnamesiske hær på papiret meget større end sin modstander. Men den stod overfor et velorganiseret, velmotiveret Nordvietnam. Nordvietnam modtog megen økonomisk og materiel hjælp fra østblokken. I Sydvietnam herskede stigende kaos. Tilbagetrækningen af det amerikanske militær havde kompromitteret en økonomi, der var blevet afhængig af amerikansk finansiel støtte og tilstedeværelsen af et stort antal amerikanske soldater. Sammen med resten af den ikke-olieproducerende verden led Sydvietnam under chokpriserne forårsaget af den arabiske olieembargo og den følgende globale økonomiske tilbagegang.
I Nordvietnam mindskedes tålmodigheden med præsident Thieus regime i Sydvietnam, der stadig ikke var gået med til de landsdækkende folkeafstemninger. Hanoi var også bekymret for, at USA igen kunne finde på at støtte sin tidligere allierede, hvis større operationer blev iværksat.
I slutningen af 1974 gav politbureauet sin tilladelse til en begrænset PAVN offensiv fra Cambodia ind i Phuoc Long provinsen. Angrebet skulle løse lokale, logistiske problemer og afsløre, hvordan Saigons tropper og USA reagerede på yderligere kamphandlinger. I slutningen af december og starten af januar blev Phuoc Long hurtigt erobret af PAVN. Der var stor lettelse, da USA ikke svarede igen med luftangreb. Denne succes fik politbureauet til at revurdere situationen. Det blev bestemt, at yderligere angreb skulle sættes ind.

### Nordvietnam angriber
10. marts 1975 satte general Dung Kampagne 275 i gang, en begrænset offensiv ind i det centrale vietnamesiske højland støttet af kampvogne og tungt artilleri. Målet var Ban Me Thuot i Darlac provinsen. Hvis byen kunne indtages, ville provinshovedstaden Pleiko og vejen til kysten være åben for et nyt angreb planlagt til 1976. Den sydvietnamesiske hær var ikke i stand til at stoppe angrebet, og tropperne brød sammen 11. marts. Igen var Hanoi overrasket over succesen. Van Tieng Dung bad politbureauet om lov til at tage Pleiku med det samme og derefter vende opmærksomheden mod Kontum. Han argumenterede for, at med to måneders godt vejr tilbage før monsunen ville det være uansvarligt ikke at udnytte situationen.
Præsident Nguyen Van Thieu, der var tidligere general, begik nu en strategisk fejl. Af frygt for, at hans tropper ville blive afskåret i nord af de angribende kommunister, beordrede han et tilbagetog. Præsidenten erklærede, at det ville redde resten af Sydvietnam. Men i hvad der virkede som en gentagelse af Operation Lam Son 719, blev tilbagetrækningen snart til en blodig flugt. Mens hovedparten af de sydvietnamesiske tropper forsøgte at flygte, kæmpede isolerede enheder desperat. Den sydvietnamesiske general Phu forlod Pleiku og Kontum og trak sine styrker tilbage til kysten i, hvad der senere blev kaldt "Tårernes kolonne." Da sydvietnameserne forsøgte at trække sig væk fra fjenden, blev flygtninge blandet med kolonnen. Broer og veje, der allerede var beskadiget af den årelange konflikt, sinkede tilbagetoget. Da de nordvietnamesiske styrker nærmede sig, spredtes panikken. Civile og soldater blev bombarderet, officererne stak i mange tilfælde af. Tilbagetoget blev til en desperat flugt mod kysten. 1. april var "Tårernes kolonne" stort set udslettet. Det er et eksempel på en af de dårligst udførte strategiske tilbagetrækninger i moderne militærhistorie.
20. marts skiftede Thieu mening og beordrede, at Hue, Vietnams tredjestørste by, skulle holdes for enhver pris. Thieus modstridende ordrer forvirrede og demoraliserede officererne. Da nordvietnameserne angreb, spredte panikken sig, og modstanden opløstes. 22. marts begyndte belejringen af Hue. Civile strømmede til lufthavnen og havnen i håb om at slippe væk. I forvirringen beskød flygtende sydvietnamesiske soldater civile for at bane vej for deres egen flugt. 31. marts, efter tre dages kampe, faldt Hue.
Da modstanden i Hue kollapsede, bombarderede nordvietnameserne Da Nang.
100,000 sydvietnamesiske tropper uden ledelse overgav sig, og PAVN marcherede gennem Da Nang. Med byens fald var det centrale højland og de nordlige provinser under nordvietnamesisk kontrol.

### Den sidste nordvietnamesiske offensiv
Med kontrol over den nordlige halvdel af landet beordrede politbureauet general Van til at starte den endelige offensiv mod Saigon. Saigon skulle efter planen indtages 1. maj. Snart faldt Nha Trang, Cam Ranh og Da Lat. 7. april angreb tre nordvietnamesiske divisioner Xuan-loc, 60 km øst for Saigon.
De mødte kraftig modstand fra den 18. infanteridivision. I to blodige uger rasede kampene. 21. april overgav de udmattede sydvietnamesiske styrker sig. Samme dag trådte en tårevædet præsident Thieu tilbage og erklærede, at USA havde forrådt Sydvietnam. Han flygtede til Taiwan 25. april og overlod kontrollen med landet i hænderne på general Duong Van Minh.
I slutningen af april var den sydvietnamesiske hær brudt sammen på alle fronter. 27. april omringede 100.000 nordvietnamesiske tropper Saigon. Byen blev forsvaret af 30.000 mand. Nordvietnameserne bombede lufthavnen, og de mange civile havde pludselig ingen flugtrute.

### Saigons fald
Kaos og panik spredte sig, mens hysteriske sydvietnamesiske embedsmænd og civile forsøgte at forlade Saigon. Amerikanske helikoptere begyndte at evakuere vietnamesere, amerikanere og andre udlændinge fra byen og den amerikanske ambassade.
Operationen havde kodenavnet Operation Frequent Wind og var formodentlig den største evakuering med helikoptere i historien.
Den begyndte 29. april. Hysteriske grupper af vietnamesere kæmpede om de begrænsede pladser.
I USA talte Gerald Ford til nationen 23. april og erklærede, at Vietnamkrigen var slut, og at al amerikansk bistand var stoppet. Operation Frequent Wind fortsatte i døgndrift, mens nordvietnamesiske kampvogne gennembrød forsvaret rundt om byen. Tidligt om morgenen 30. april blev de sidste amerikanske marinesoldater evakueret fra ambassaden, mens civile overrendte området. Mange af dem havde været ansat af amerikanerne, men blev nu overladt til deres skæbne.
Samme dag nedkæmpede PAVN al modstand og indtog hurtigt alle vigtige bygninger. Kampvogne kørte igennem portene til præsidentpaladset, og NLF's flag blev hejst over det.
Thieus efterfølger, præsident Duong Van Minh, forsøgte at overgive sig, men fik at vide, at der ikke var noget at overgive. Hans sidste ordre var, at alle sydvietnamesiske tropper skulle nedlægge våbnene.

## Efter krigen
Cambodias hovedstad Phnom Penh faldt til De Røde Khmerer 17. april 1975. Den sidste officielle amerikanske militæraktion i Sydøstasien fandt sted 15. maj. 38 amerikanske soldater blev dræbt under et forsøg på at redde besætningen fra det amerikanske containerskib SS Mayagüez, der var blevet tilbageholdt af De Røde Khmerer, i hvad der blev kendt som Mayagüez-episoden.
Pathet Lao væltede den royalistiske regering i Laos i december 1975 og etablerede et nyt styre.
Hundredtusinder af tidligere sydvietnamesiske offentligt ansatte og specielt officerer fra den sydvietnamesiske hær blev fængslet i genopdragelseslejre efter vietnamkrigens afslutning. Titusinder døde i disse lejre, og mange flygtede fra landet, efter de var blevet løsladt. Op mod to millioner civile flygtede, og mange døde til søs under flugten.
2. juli 1976 blev den Socialistiske Republik Vietnam en realitet. I 1977 gav præsident Jimmy Carter amnesti til næsten 10.000 amerikanere, der havde nægtet militærtjeneste.
Efter gentagne grænsestridigheder i 1978 invaderede Vietnam Cambodia og tog magten fra De Røde Khmerer. Op mod to millioner var da døde under Khmerernes folkedrab.
Vietnam begyndte at undertrykke sin etniske, kinesiske minoritet. Tusinder flygtede. I 1979 invaderede Kina Vietnam som svar på invasionen af Cambodia. Krigen blev kendt som den 3. indokinesiske krig. De kinesiske styrker blev hurtigt slået tilbage.
Forudsigelserne i dominoteorien gik ikke i opfyldelse. Thailand og de andre lande i Sydøstasien blev ikke kommunistiske. Nogle mente dog, at årsagen var, at vietnamkrigen havde givet de sydøstasiatiske lande tid til økonomisk og politisk udvikling. Vietnam selv, uden amerikansk tilstedeværelse, viste sig at have meget begrænset økonomisk og strategisk værdi.
Næsten 3 millioner amerikanere var udsendt til Vietnam. Mellem 1965 og 1973 brugte USA 120 milliarder dollars på krigen. Dette var medvirkende til et stort underskud i det amerikanske budget.

## Fejltagelsesteorien
Mange har kritiseret USA for deres engagement i Vietnamkrigen, her følger nogen af ”fejltagelsesteoretikernes” argumenter.
- USA havde ingen reel interesse i at gribe ind i Vietnam.
- Vietnamkrigen er resultatet af en række fejlgreb og fejlvurderinger; Ingen af landets råstoffer var vitale for USA, til gengæld blev krigen en tung økonomisk belastning for det amerikanske samfund.
- Dominoteorien viste sig ikke at have gyldighed og var ikke en sikkerhedsmæssig trussel for USA. Hvorfor skulle Kina være en trussel som kommunistisk aggressor i Sydøstasien? Nordvietnams styre var kommet til magten ved egne ressourcer og Kina havde ingen større indflydelse der, den materielle hjælp kom fra Sovjetunionen. Et forenet kommunistisk Vietnam ville være bedre modvægt til Kina end et sønderbombet Sydvietnam og stærkt Nordvietnam.
- Det var en umulig opgave at besejre FNL og Nordvietnam militært og støtten til Sydvietnams styre forfejlet og imod befolkningens ønske.
- Amerikanerne forstod ikke at det var en borgerkrig. USA's undskyldninger om at være moralsk eller pagtsmæssigt forpligtet til at udkæmpe krigen og blive i Vietnam var at gøre Vietnam en bjørnetjeneste.

Tilhængere af fejltagelsesteorien var stærkt kritiske overfor den amerikanske politik, men ikke uden forståelse for at motiverne måske havde været gode men resultatet blevet dårligt.

## Brugen af plantegifte
Et af de mest kontroversielle aspekter af USA's militære indsats i Sydøstasien var den udbredte brug af plantegifte mellem 1961 og 1971. Giftene blev brugt til at fjerne bladene i store områder. Kemikalierne er stadig i økosystemet i dag og er årsag til sygdomme, fødselsdefekter og forgifter fødekæden.
USA anvendte plantegifte for at begrænse PAVN og NLF's bevægelsesmuligheder. Guerillastyrkerne brugte junglen som skjul mod amerikansk overvågning, og ved at fjerne bladdækket kunne man nemmere opdage dem. Specielt omkring amerikanske militærinstallationer blev bevoksningen sprøjtet.
Selskaber som Dow Chemical og Monsanto fik til opgave at udvikle plantegifte til dette formål. Plantegiftene blev distribueret i tønder med farvekodning og omfattede Agent Pink, Agent Green, Agent Purple, Agent Blue, Agent White og den mest kendte, Agent Orange. Cirka 45,5 millioner liter Agent Orange blev sprøjtet ud over Sydøstasien under det amerikanske militære engagement. Specielt i Mekong-deltaet, hvor amerikanske patruljebåde var sårbare over for angreb fra de tæt bevoksede flodbredder.
I 1961-62 gav Kennedy regeringen tilladelse til at bruge kemiske sprøjtemidler til at ødelægge risafgrøder. Mellem 1961 og 1967 sprøjtede det amerikanske luftvåben ca. 75 millioner liter kemiske sprøjtemidler ud over 24.000 km² afgrøder og bevoksning og påvirkede anslået 13 % af Sydvietnams landområder. I en artikel i Wall Street Journal fra 1997 blev det rapporteret, at op imod en halv million børn blev født med dioxinrelaterede misdannelser, og at fødselsdefekter i det tidligere Sydvietnam var fire gange mere talrige end i det tidligere Nordvietnam.
I 2006 anslog den vietnamesiske regering, at der var over 4 millioner ofre for dioxinforgiftning i Vietnam. Selv om den amerikanske regering nægter, at der er nogen afgørende videnskabelige beviser for sammenhængen mellem brugen af Agent Orange og de vietnamesiske tilfælde af dioxinforgiftning. I nogle områder af det sydlige Vietnam er dioxinniveauerne på over 100 gange den accepterede internationale grænseværdi.